# Мянття-Вилппула
Мянття-Вилппула (фин. Mänttä-Vilppula; швед. Mänttä-Filpula) — город и община в Финляндии. Был образован путём объединения общин Мянття и Вилппула 1 января 2009 года. Расположен в области Пирканмаа.
Население города на 31 августа 2017 года составляет 10,330 человек, а площадь — 657.08 км², из которых 122.61 км² — водное пространство. 
Соседние общины —  Кеуруу, Юупайоки, Йямся, Руовеси и Виррат. 
Население общины говорит только на финском языке. 
Главные озёра общины — Руовеси, Куоровеси и Кеурусселкя.

## Город-побратим
- Россия: Старый Оскол